# هيربي لويس (لاعب هوكي الجليد)
هيربي لويس هو لاعب هوكي الجليد كندي، ولد في 17 أبريل 1906 في كالغاري في كندا، وتوفي في 20 يناير 1991.

## وصلات خارجية
- هيربي لويس على موقع دوري الهوكي الوطني (الإنجليزية)
- هيربي لويس على موقع EliteProspects.com (الإنجليزية)
- هيربي لويس على موقع HockeyDB.com (الإنجليزية)
- هيربي لويس على موقع Hockey-Reference.com (الإنجليزية)